# Краславський район
Краславський район (латис. Krāslavas rajons) — район Латвії. Межує з Даугавпілським, Прейльським, Резекненським, Лудзенським районами Латвії та Білоруссю.
Адміністративний центр району — місто Краслава.
Площа району — 2 285 км².